# Alpa

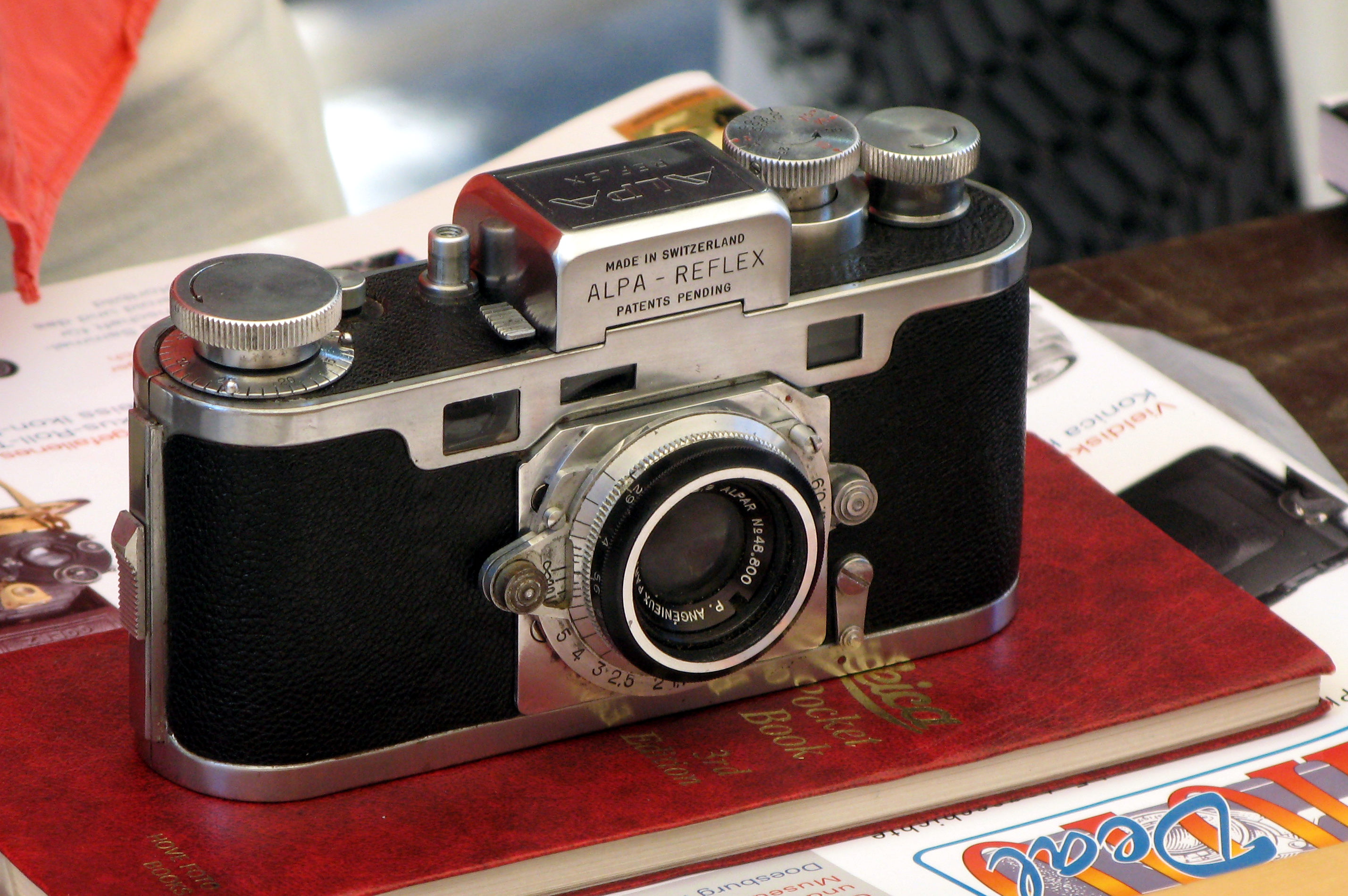
La Alpa Reflex

Alpa es un fabricante de cámaras fotográficas suizo. Anteriormente era una empresa de diseño y fabricación de cámaras  réflex de 35 mm, pero después de la quiebra de la compañía inicial los actuales propietarios compraron el nombre y hoy se dedican a la construcción de cámaras de formato medio de alta gama.

## Historia
En 1918 se fundó en Ballaigues, en el Cantón de Jura la empresa Pignons SA, origen de la posterior ALPA.

## Cámaras ALPA actuales
Las cámaras ALPA actuales consisten en un método modular con multitud de accesorios profesionales. La ALPA 12, por ejemplo, que parte de 6 cuerpos diseñados específicamente para tipos de tareas diferentes: fotografía de estudio, viajes, reportaje...